# Palisota preussiana
Espèce
Statut de conservation UICN

VUD2 : Vulnérable
Palisota preussiana est une espèce de plantes à fleurs de la famille de Commelinales et du genre Palisota, présente au Cameroun, en Guinée équatoriale et au Nigeria.

## Étymologie
Son épithète spécifique preussiana rend hommage à Paul Rudolph Preuss, qui l'a collectée au mont Cameroun en 1891.

## Description
C'est une herbe pérenne avec une tige dressée assez fine.

## Distribution
Au Cameroun, elle a été collectée à plusieurs reprises au mont Cameroun, également au mont Koupé. En Guinée équatoriale on lui connaît une localisation sur l'île de Bioko. Au nord-est du Nigeria, elle a été récoltée sur un site du plateau de Mambila.

## Habitat
Elle pousse en zone montagnarde ou submontagnarde, entre 1 200 et 2 000 m.